# Berwick-upon-Tweed

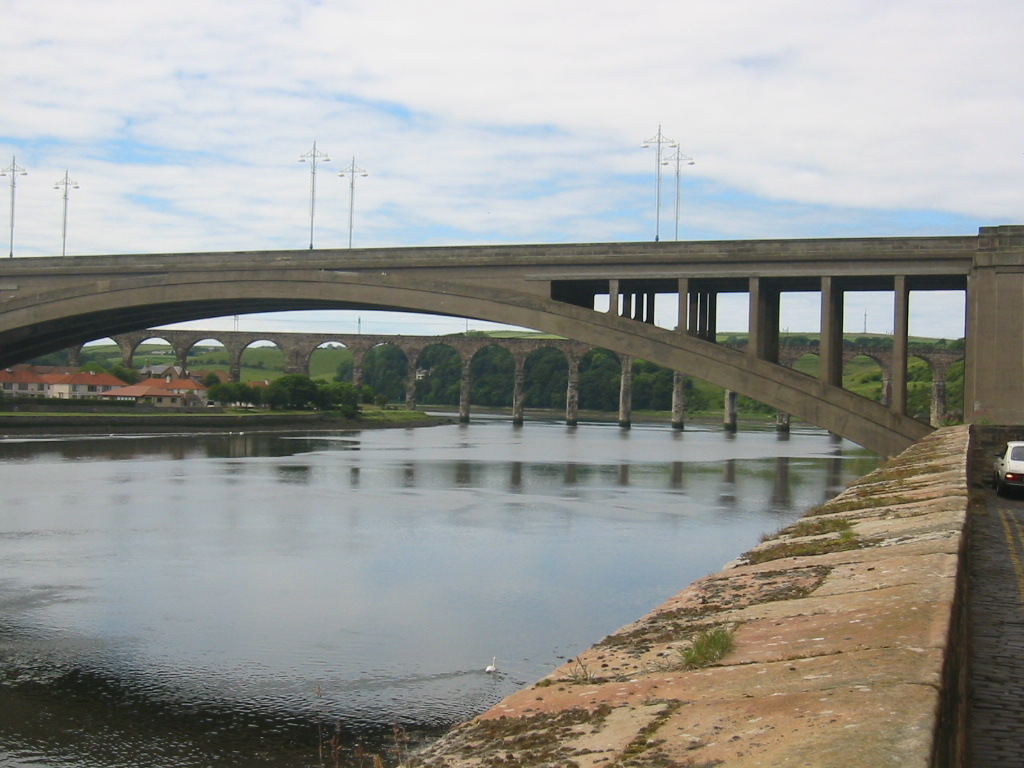
Två broar över floden Tweed.

Berwick-upon-Tweed (engelskt uttal: [ˌbɛrɪk-əˈpɒn-twiːd] lyssna (fil), lågskotska: Sou Berik) är en stad och civil parish i grevskapet Northumberland i norra England. Det är den nordligaste staden i England, belägen strax norr om floden Tweeds mynning. Även om Tweed i detta område utgör gränsen mellan England och Skottland och Berwick ligger på den norra (skotska) sidan, lämnar den moderna gränsen floden runt staden för att hålla den i England. Staden ligger cirka 77 kilometer sydost om Edinburgh och cirka 92 kilometer norr om Newcastle upon Tyne. Tätorten (built-up area) hade 13 265 invånare vid folkräkningen år 2011.
Sedan mitten av 1000-talet har staden varit en strategisk plats för krig mellan England och Skottland. Stadens arkitektur speglar dess förflutna, särskilt då den har en av de finaste kvarvarande försvarsmurarna.

## Historia
Berwicks strategiska position på den engelsk-skotska gränsen under århundraden av krig mellan de båda nationerna och stadens relativa välstånd, ledde till ständiga räder, belägringar och övertaganden, Mellan 1147 och 1482 byttes staden mellan England och Skottland mer än tretton gånger. Under 1200-talet var Berwick en av de rikaste handelshamnarna i Skottland, och stod för en fjärdedel av skatteintäkterna från handel norr om gränsen. En samtida beskrivning av staden hävdade att den var så välbefolkad och av så stor handelsmässig betydelse att den kunde kalla sig ett ytterligare Alexandria, vars rikedomar var havet och vattnet dess murar.
1174 lämnades Berwick som del av en lösen för Vilhelm I av Skottland till Henrik II av England. Den såldes sedan till Skottland av Rikard I av England, för att få ihop pengar till korstågen. Staden förstördes 1216 av Johan av England, som var där personligen för att delta i stadens förstörelse. Den 30 mars 1296 stormade Edvard I Berwick, och plundrade den under stor blodsutgjutelse. Han slaktade nästan alla i staden, även de som flydde till kyrkorna.  Edvard I reste till Berwick i augusti 1296 för att ta emot vördnad från 2 000 skotska adelsmän, efter att han besegrat skottarna i slaget vid Dunbar i april och tvingat John I av Skottland (John Balliol) att abdikera vid Kincardine Castle i juli. (De första stadsmurarna byggdes under Edvard I:s regeringstid.) En av William Wallaces armar visades upp i Berwick efter att han avrättats och styckats den 5 augusti 1305. År 1314 samlade Edvard II av England ihop 25 000 man i Berwick, som senare stred (och förlorade) i slaget vid Bannockburn. Den 1 april 1318, erövrades staden av skottarna. Berwick Castle intogs också efter en tre månader lång belägring. Engelsmännen återtog Berwick kort efter slaget vid Halidon Hill 1333.
I oktober 1357, skrevs ett fördrag under i Berwick där skottarna skulle betala 100 000 mark som lösen för David II av Skottland, som hade tillfångatagits vid slaget vid Neville's Cross den 17 oktober 1346. År 1482 gjorde Rikard III anspråk på staden å Englands vägnar, men den förenades inte officiellt med England. Den har administrerats av England sedan dess. Under drottning Elisabet I av England:s regeringstid lades enorma belopp - en källa anger "£128 648, de mest kostsamma företaget under den elisabetanska eran" - på stadens befästningar, i ny italiensk stil, planerade både för att stå emot angrepp av artilleri och underlätta för användningen inom befästningen. Även om det mesta av Berwick Castle förstördes under 1800-talet för att bereda plats för järnvägen, återstår militärbarackerna liksom stadens försvarsmurar - en av de finaste kvarvarande exemplen av sin typ i Storbritannien. År 1551 blev staden county corporate. År 1603 var Berwick den första engelska staden att hylla Jakob VI av Skottland då han var på väg för att krönas som Jakob I av England.
Det finns fortfarande krav på att Berwick ska återlämnas till Skottland.

## Ekonomi och näringsliv
Lite fler än 60 procent av befolkningen är anställda i servicesektorn, affärer, hotell, banktjänster samt den offentliga sektorn såsom sjukvård. Omkring 13 procent arbetar inom tillverkningsindustrin, 10 procent inom jordbruket och 8 procent inom byggnadssektorn. En del av den ekonomiska verksamheten i Berwick inkluderar laxfiske, skeppsbyggnad, ingenjörsverksamhet, sågverk, gödselproduktion och tillverkning av tweed och trikåvaror.

## Sport
Det är unikt för en engelsk stad att fotbollslaget, Berwick Rangers FC, spelar sina matcher i den skotska fotbollsligan. 

## Dialekt
Den lokala dialekten, känd som 'Tweedside', är en kombination mellan lågskotska och den northumbriska accenten av engelska, men den låter mer som skotska. Detta speglar det faktum att Berwick är något närmare den skotska huvudstaden Edinburgh än Newcastle upon Tyne, som är centrum för Nordöstra England.

## Relation med Ryssland
Eftersom Berwick så många gånger växlat från att vara i Englands respektive Skottlands händer har det förekommit att staden betraktas som en speciell, separat enhet, och flera äldre kungörelser refererade till "England, Skottland och staden Berwick-upon-Tweed". Sedan Wales and Berwick Act 1746 var det dock fastställt att Berwick ingick i hänvisningar till "England". En vandringssägen har dock gjort gällande att Berwick-upon-Tweed skulle ha varit i krig med Ryssland genom att nämnas i krigsförklaringen för Krimkriget 1853, men inte i fredsfördraget 1856. Denna vandringssägen tros ha startats av en präst i början av 1900-talet, men i själva verket fanns Berwick inte omnämnd i den krigsförklaring som Drottning Victoria skrev under, vilket åtminstone sedan 1746 också hade varit helt onödigt. 1966 besökte en korrespondent för sovjetiska Pravda borgmästaren Robert Knox med anledning av sägnen, och de två gjorde en gemensam fredsförklaring, och Knox ska ha sagt "Var snäll och säg till det ryska folket att de nu kan sova lugnt i sina sängar". Detta besök har sedan av sägnen omvandlats ett officiellt sovjetiskt sändebud som skulle ha skrivit under ett fredsfördrag.